# Drekavac
Drekavac (kyrilliska: дрекавац), bokstavligen "Skrikaren", är en mytisk varelse i södra slaviska mytologin. Namnet kommer från adjektivet drečati ("skrål") .
Den kommer från själarna av odöpta barn, i skepnaden av barnet vars själ den kommer ifrån och förutspår död.